# 孫宗溥
孫宗溥（?—?），浙江餘姚人，清乾隆二年丁巳恩科殿試金榜第二甲賜進士出身第一名(传胪)。

## 家世
八世祖孫燧、七世祖孫升、六世祖孫鑛。弟孙宗濂，乾隆时著名藏书家。